# Przednik
Przednik (690–900 m n.p.m.) – potok w południowo-zachodniej Polsce w Górach Bialskich w Sudetach Wschodnich.
Potok, dopływ cieku Kobylica, długości 2 km wypływa na wschodnim zboczu wzniesienia Gołogóra a ujście powyżej leśniczówki Kobylica. Ma dopływ Średnik.

## Szlaki turystyczne
Powyżej źródeł biegnie szlak turystyczny:
- niebieski E3 Stary Gierałtów – Kamienica

Przy ujściu 
- czerwony Nowy Gierałtów – Czernica[1].